# Rotació de conreus
La rotació de conreus (també conegut com a sistema Norfolk) és la pràctica agrícola o jardinera d'alternar les espècies cultivades sobre un mateix terreny.

## La necessitat de les rotacions
- Raons biològiques per tal de reduir la contaminació del sòl en males herbes, malalties i plagues
- Motius agrofísics per tal de mantenir l'estructura òptima de la terra arable
- Raons agroquímiques per subministrar els elements químics necessaris al sòl
- Motius econòmics com ara la ubicació dels conreus, tenir en compte la distància des del consumidor al conreu, particularment el conreu de farratges prop de les granges ramaderes

## Esquema de rotació
L'alternança conreus es fa tenint en compte quin pot ser el millor conreu precedent, és a dir el cultiu que estava en la temporada anterior, (l'exemple que es dona a continuació correspon a Rússia):
- 1r: Guaret (sense conreu)
- 2n:Sègol sembrat a la tardor
- 3r:Patates plantades després de collir el sègol
- 4t:Trèvol de primer any (planta que dura més d'un any)
- 5è:Trèvol de segon any

Després d'aquest cinquè any es torna a començar la mateix rotació o se'n fa una de nova

## Classificació
Les rotacions es classifiquen segons els tipus i les espècies. N'hi ha tres tipus bàsics: Rotacions de conreus extensius, rotacions farratgeres i rotacions especials, aquestes darreres estan destinades a funcions com la protecció de l'erosió hídrica o a una particular tecnologia de conreu com pot ser el conreu en hivernacles.